# Liste der orangefarbenen Pigmente

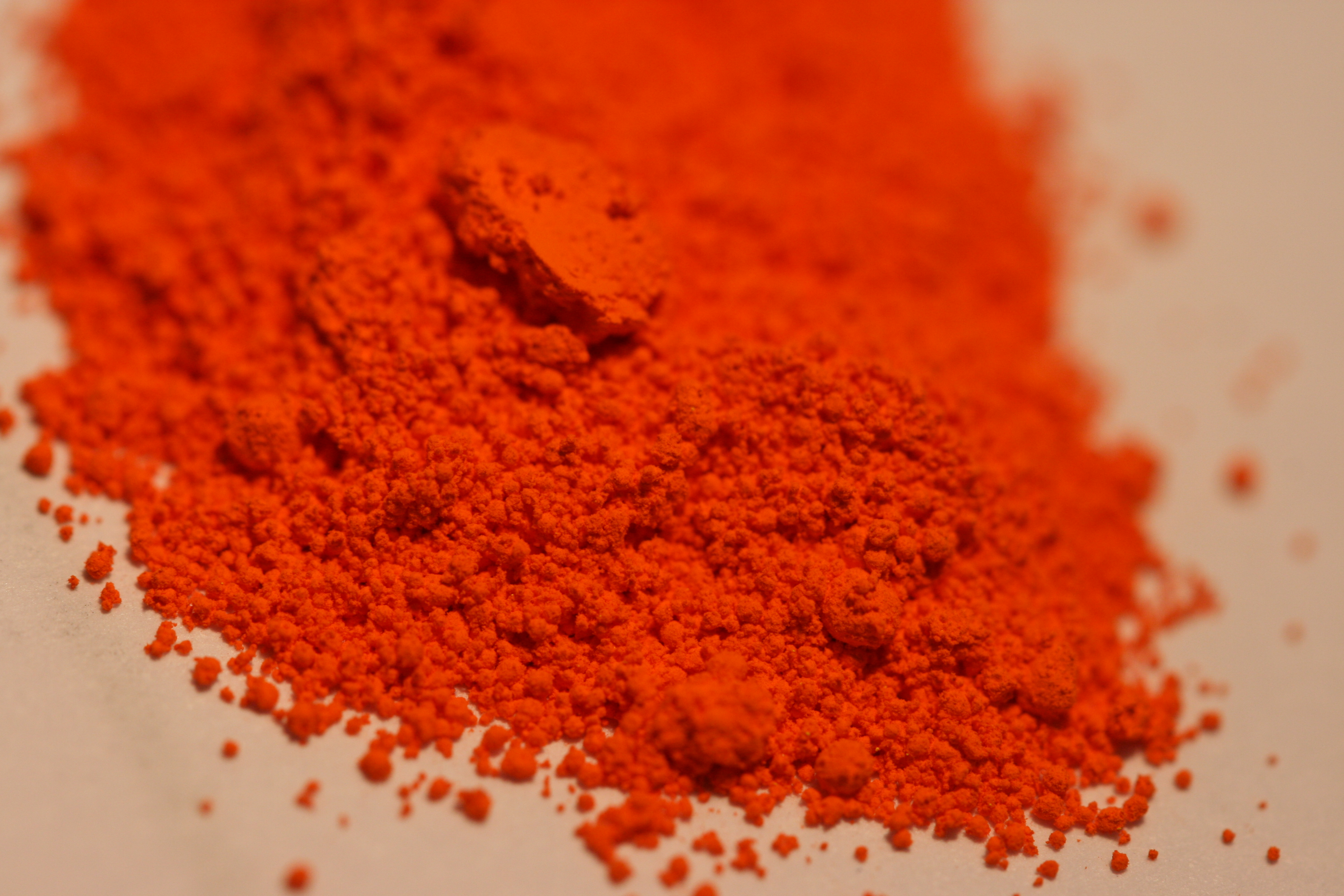
Cadmiumorange

Die Liste der orangefarbenen Pigmente enthält diejenigen Pigmente, die im Colour Index die Bezeichnung C.I. Pigment Orange besitzen und damit von oranger Farbe sind. 

## Legende
- C.I.-Bezeichnung: C.I. Generic Name, bestehend aus der Klassenbezeichnung Pigment, der Farbbezeichnung Orange und einer fortlaufenden Nummer
- C.I.-Nr.: C.I. Constitution Number, fünfstellige Nummer zur chemischen Charakterisierung des Pigments
- CAS-Nr.
- systematischer Name: nach IUPAC-Nomenklatur gebildeter Name der Substanz
- Trivialname, Alternativen: häufig verwendete Namen des Pigments, dazu andere C.I.-Bezeichnungen, keine Handelsbezeichnungen

## Liste
| C.I.-Bezeichnung  | C.I.-Nr.    | CAS-Nr.     | systematischer Name | Trivialname, Alternativen                        |
| ----------------- | ----------- | ----------- | --- | ------------------------------------------------ |
| Pigment Orange 1  | 11725       | 6371-96-6   | 2-[2-(4-Methoxy-2-nitrophenyl)diazenyl]-N-(2-methylphenyl)-3-oxobutanamid                                                                   |                                                  |
| Pigment Orange 2  | 12060       | 6410-09-9   | 1-[2-(2-Nitrophenyl)diazenyl]-2-naphthalenol                                                                                                |                                                  |
| Pigment Orange 3  | 12105       | 6410-15-7   | 1-[2-(2-Methyl-5-nitrophenyl)diazenyl]-2-naphthalenol                                                                                       |                                                  |
| Pigment Orange 4  | 12459       | 21889-27-0  | 4-[2-(3-Chlorphenyl)diazenyl]-3-hydroxy-N-(2-methoxyphenyl)-2-naphthalencarboxamid                                                          |                                                  |
| Pigment Orange 5  | 12075       | 3468-63-1   | 1-[2-(2,4-Dinitrophenyl)diazenyl]-2-naphthalenol                                                                                            |                                                  |
| Pigment Orange 6  | 12730       | 6407-77-8   | 2,4-Dihydro-5-methyl-4-[2-(4-methyl-2-nitrophenyl)diazenyl]-2-phenyl-3H-pyrazol-3-on                                                        |                                                  |
| Pigment Orange 7  | 15530       | 5850-81-7   | 4,5-Dichlor-2-[(2-hydroxy-1-naphthalenyl)azo]benzolsulfonsäure, Natriumsalz                                                                 |                                                  |
| Pigment Orange 13 | 21110       | 3520-72-7   | 4,4′-{[3,3′-Dichlor(1,1′-biphenyl)-4,4′-diyl]bis(2,1-diazendiyl)}bis(2,4-dihydro-5-methyl-2-phenyl-3H-pyrazol-3-on)                         |                                                  |
| Pigment Orange 14 | 21165       | 6837-37-2   | 2,2′-{[3,3′-Dimethoxy(1,1′-biphenyl)-4,4′-diyl]bis(2,1-diazendiyl)}bis[N-(2,4-dimethylphenyl)-3-oxobutanamid]                               |                                                  |
| Pigment Orange 15 | 21130       | 6358-88-9   | 2,2′-{[3,3′-Dimethyl(1,1′-biphenyl)-4,4′-diyl]bis(2,1-diazendiyl)}bis(3-oxo-N-phenylbutanamid)                                              |                                                  |
| Pigment Orange 16 | 21160       | 6505-28-8   | 2,2′-{[3,3′-Dimethoxy(1,1′-biphenyl)-4,4′-diyl]bis(2,1-diazendiyl)}bis(3-oxo-N-phenylbutanamid)                                             |                                                  |
| Pigment Orange 17 | 15510:1     | 15782-04-4  | 4-[(2-Hydroxy-1-naphthalenyl)azo]benzolsulfonsäure, Bariumsalz (2:1)                                                                        |                                                  |
| Pigment Orange 18 | 15970:1     | 1325-14-0   | 6-Hydroxy-5-(phenylazo)-2-naphthalensulfonsäure, Calciumsalz (2:1)                                                                          |                                                  |
| Pigment Orange 19 | 15990       | 5858-88-8   | 5-[(2-Chlorphenyl)azo]-6-hydroxy-2-naphthalensulfonsäure, Bariumsalz (2:1)                                                                  |                                                  |
| Pigment Orange 20 | 77202       | 12656-57-4  | Cadmiumsulfoselenid | Cadmiumorange                                    |
| Pigment Orange 21 | 77601       | 1344-38-3   | basisches Bleichromat | Chromorange                                      |
| Pigment Orange 22 | 12470       | 6358-48-1   | 4-[2-(2,5-Dichlorphenyl)diazenyl]-N-(2-ethoxyphenyl)-3-hydroxy-2-naphthalencarboxamid                                                       |                                                  |
| Pigment Orange 23 | 77201:1     | 1345-09-1   | Cadmiumquecksilbersulfid | auch Pigment Red 113                             |
| Pigment Orange 24 | 12305       | 6410-27-1   | 4-[2-(3-Chlorphenyl)diazenyl]-3-hydroxy-N-phenyl-2-naphthalencarboxamid                                                                     |                                                  |
| Pigment Orange 25 |             | 12224-97-4  | |                                                  |
| Pigment Orange 31 | 20050       | 5280-74-0   | N,N′-[3,3′-Dichlor(1,1′-biphenyl)-4,4′-diyl]bis{4-[2-(2-chlorphenyl)diazenyl]-3-hydroxy-2-naphthalencarboxamid}                             |                                                  |
| Pigment Orange 34 | 21115       | 15793-73-4  | 4,4′-{[3,3′-Dichlor(1,1′-biphenyl)-4,4′-diyl]bis(2,1-diazendiyl)}bis[2,4-dihydro-5-methyl-2-(4-methylphenyl)-3H-pyrazol-3-on]               |                                                  |
| Pigment Orange 36 |             | 12236-62-3  | 2-[2-(4-Chlor-2-nitrophenyl)diazenyl]-N-(2,3-dihydro-2-oxo-1H-benzimidazol-5-yl)-3-oxobutanamid                                             |                                                  |
| Pigment Orange 38 |             | 12236-64-5  | N-[4-(Acetylamino)phenyl]-4-{2-[5-(aminocarbonyl)-2-chlorphenyl]diazenyl}-3-hydroxy-2-naphthalencarboxamid                                  |                                                  |
| Pigment Orange 39 | 45370:2     | 15876-57-0  | 4′,5′-Dibrom-3′,6′-dihydroxyspiro{isobenzofuran-1(3H),9′-[9H]xanthen}-3-on, Aluminiumsalz (3:2)                                             |                                                  |
| Pigment Orange 40 | 59700       | 128-70-1    | 8,16-Pyranthrendion | Pyranthron, auch Pigment Orange 41, Vat Orange 9 |
| Pigment Orange 43 | 71105       | 4424-06-0   | Bisbenzimidazo[2,1-b:2′,1′-i]benzo[lmn][3,8]phenanthrolin-8,17-dion                                                                         | trans-Perinon, auch Vat Orange 7                 |
| Pigment Orange 44 | 21162       | 17453-73-5  | 2,2′-{[3,3′-Dimethoxy(1,1′-biphenyl)-4,4′-diyl]bis(2,1-diazendiyl)}bis[N-(4-chlorphenyl)-3-oxobutanamid]                                    |                                                  |
| Pigment Orange 45 | 77601:1     | 59519-55-0  | Blei(II)-chromat | Chromorange, auch Pigment Orange 21:1            |
| Pigment Orange 46 | 15602       | 63467-26-5  | 5-Chlor-4-ethyl-2-[(2-hydroxy-1-naphthalenyl)azo]benzolsulfonsäure, Mononatriumsalz                                                         |                                                  |
| Pigment Orange 47 |             | 71819-73-3  | | Chinacridon-Orange                               |
| Pigment Orange 48 |             | 71819-74-4  | Chinacridon-Chinacridonchinon-Mischkristall                                                                                                 | Cinquasia Gold                                   |
| Pigment Orange 49 |             | 71819-75-5  | Chinacridon-Chinacridonchinon-Mischkristall                                                                                                 | Cinquasia Gold Braungold                         |
| Pigment Orange 50 |             | 76780-89-7  | 4,4′-[(1,1′-Biphenyl)-4,4′-diylbis(2,1-diazendiyl)]bis(2,4-dihydro-5-methyl-2-phenyl-3H-pyrazol-3-on)                                       |                                                  |
| Pigment Orange 51 |             | 61512-61-6  | |                                                  |
| Pigment Orange 52 |             | 61512-62-7  | |                                                  |
| Pigment Orange 56 |             | 74433-73-1  | |                                                  |
| Pigment Orange 60 | 11782       | 68399-99-5  | 2-{2-[2-Chlor-5-(trifluormethyl)phenyl]diazenyl}-N-(2,3-dihydro-2-oxo-1H-benzimidazol-5-yl)-3-oxobutanamid                                  |                                                  |
| Pigment Orange 61 | 11265       | 40716-47-0  | 4,5,6,7-Tetrachlor-3-{[3-methyl-4-(2-{4-[(4,5,6,7-tetrachlor-1-oxo-1H-isoindol-3-yl)amino]phenyl}diazenyl)phenyl]amino}-1H-isoindol-1-on    | Isoindolorange                                   |
| Pigment Orange 62 | 11775       | 52846-56-7  | N-(2,3-Dihydro-2-oxo-1H-benzimidazol-5-yl)-2-[2-(4-nitrophenyl)diazenyl]-3-oxobutanamid                                                     |                                                  |
| Pigment Orange 63 |             | 76233-79-9  | 2,2′-{[3,3′-Dimethoxy(1,1′-biphenyl)-4,4′-diyl]bis(2,1-diazendiyl)}bis[N-(4-methylphenyl)-3-oxobutanamid]                                   |                                                  |
| Pigment Orange 64 | 12760       | 72102-84-2  | 5-[2-(2,3-Dihydro-6-methyl-2-oxo-1H-benzimidazol-5-yl)diazenyl]-2,4,6(1H,3H,5H)-pyrimidintrion                                              |                                                  |
| Pigment Orange 65 | 48528       | 20437-10-9  | (SP-4-2)-[(1,1′-{1,2-Phenylenbis[(nitrilo-κN)methylidyn]}bis(2-naphthalenolato-κO)]nickel(II)                                               |                                                  |
| Pigment Orange 66 | 48210/56288 | 68808-69-5  | 2-(3-{2-[(4-Chlorphenyl)amino]-1-cyano-2-oxoethyliden}-2,3-dihydro-1H-isoindol-1-yliden)-2-cyano-N-(3,4-dichlorphenyl)acetamid              |                                                  |
| Pigment Orange 67 | 12915       | 74336-59-7  | 3-[2-(4-Chlor-2-nitrophenyl)diazenyl]-2-methylpyrazolo[5,1-b]chinazolin-9(1H)-on                                                            |                                                  |
| Pigment Orange 68 | 486150      | 42844-93-9  | (SP-4-2)-[1,3-Dihydro-5,6-bis({[2-(hydroxy-κO)-1-naphthalenyl]methylen}amino-κN)-2H-benzimidazol-2-onato(2−)]nickel                         |                                                  |
| Pigment Orange 69 | 56292       | 85959-60-0  | N-(4-Chlorphenyl)-2-cyano-2-{2,3-dihydro-3-[tetrahydro-1-(4-methylphenyl)-2,4,6-trioxo-5(2H)-pyrimidinyliden]-1H-isoindol-1-yliden}acetamid |                                                  |
| Pigment Orange 71 | 561200      | 84632-50-8  | 1,4-Diketo-3,6-di(3-cyanophenyl)pyrrolo(3,4-c)pyrrol                                                                                        |                                                  |
| Pigment Orange 72 | 211095      | 384329-80-0 | |                                                  |
| Pigment Orange 73 | 561170      | 84632-59-7  | 3,6-Bis(4-tert-butylphenyl)-2,5-dihydropyrrolo[3,4-c]pyrrol-1,4-dion                                                                        |                                                  |
| Pigment Orange 74 |             | 516493-26-8 | |                                                  |
| Pigment Orange 75 | 77283:1     | 12014-93-6  | Cer(III)-sulfid | auch Pigment Orange 78                           |
| Pigment Orange 77 | 59105       | 1324-11-4   | Dibromdibenzo[b,def]chrysen-7,14-dion | auch Vat Orange 1, Vat Orange 23                 |
| Pigment Orange 78 | 77285:0     | 12014-93-6  | Cer(III)-sulfid | auch Pigment Orange 75                           |
| Pigment Orange 79 |             | 945426-62-0 | |                                                  |

## Externe Links zu erwähnten Verbindungen
1. ↑  Externe Identifikatoren von bzw. Datenbank-Links zu Pigment Orange 1:  CAS-Nr.: 6371-96-6, EG-Nr.: 228-901-6, ECHA-InfoCard: 100.026.274, PubChem: 95091, ChemSpider: 85806, Wikidata: Q82854472.
2. ↑  Externe Identifikatoren von bzw. Datenbank-Links zu Pigment Orange 2:  CAS-Nr.: 6410-09-9, EG-Nr.: 229-092-2, ECHA-InfoCard: 100.026.448, PubChem: 80852, ChemSpider: 15537871, Wikidata: Q27274841.
3. ↑  Externe Identifikatoren von bzw. Datenbank-Links zu Pigment Orange 3:  CAS-Nr.: 6410-15-7, EG-Nr.: 613-465-5, ECHA-InfoCard: 100.116.077, PubChem: 136136018, ChemSpider: 62980873, Wikidata: Q132564146.
4. ↑  Externe Identifikatoren von bzw. Datenbank-Links zu Pigment Orange 4:  CAS-Nr.: 21889-27-0, EG-Nr.: 244-635-3, ECHA-InfoCard: 100.040.563, PubChem: 89087, ChemSpider: 20157114, Wikidata: Q81993321.
5. ↑  Externe Identifikatoren von bzw. Datenbank-Links zu Pigment Orange 6:  CAS-Nr.: 6407-77-8, EG-Nr.: 229-041-4, ECHA-InfoCard: 100.026.402, PubChem: 110845, ChemSpider: 99492, Wikidata: Q132586483.
6. ↑  Externe Identifikatoren von bzw. Datenbank-Links zu Pigment Orange 7:  CAS-Nr.: 5850-81-7, EG-Nr.: 227-457-0, ECHA-InfoCard: 100.024.961, PubChem: 135571100, Wikidata: Q132599456.
7. ↑  Externe Identifikatoren von bzw. Datenbank-Links zu Pigment Orange 14:  CAS-Nr.: 6837-37-2, EG-Nr.: 229-920-2, ECHA-InfoCard: 100.027.200, PubChem: 110930, Wikidata: Q82863031.
8. ↑  Externe Identifikatoren von bzw. Datenbank-Links zu Pigment Orange 15:  CAS-Nr.: 6358-88-9, EG-Nr.: 228-789-9, ECHA-InfoCard: 100.026.172, PubChem: 110826, ChemSpider: 99475, Wikidata: Q82862963.
9. ↑  Externe Identifikatoren von bzw. Datenbank-Links zu Pigment Orange 16:  CAS-Nr.: 6505-28-8, EG-Nr.: 229-388-1, ECHA-InfoCard: 100.026.717, PubChem: 110869, ChemSpider: 99515, Wikidata: Q27290442.
10. ↑  Externe Identifikatoren von bzw. Datenbank-Links zu Pigment Orange 17:  CAS-Nr.: 15782-04-4, EG-Nr.: 239-878-7, ECHA-InfoCard: 100.036.238, PubChem: 136672250, ChemSpider: 20152693, Wikidata: Q81992535.
11. ↑  Externe Identifikatoren von bzw. Datenbank-Links zu Pigment Orange 18:  CAS-Nr.: 1325-14-0, EG-Nr.: 603-610-0, ECHA-InfoCard: 100.109.606, Wikidata: Q132600558.
12. ↑  Externe Identifikatoren von bzw. Datenbank-Links zu Pigment Orange 19:  CAS-Nr.: 5858-88-8, EG-Nr.: 227-500-3, ECHA-InfoCard: 100.025.000, PubChem: 136736077, Wikidata: Q81991194.
13. ↑  Externe Identifikatoren von bzw. Datenbank-Links zu Pigment Orange 20:  CAS-Nr.: 12656-57-4, Wikidata: Q132632191.
14. ↑  Externe Identifikatoren von bzw. Datenbank-Links zu Pigment Orange 21:  CAS-Nr.: 1344-38-3, EG-Nr.: 242-339-9, ECHA-InfoCard: 100.038.476, GESTIS: 500126, PubChem: 29078, Wikidata: Q424012.
15. ↑  Externe Identifikatoren von bzw. Datenbank-Links zu Pigment Orange 22:  CAS-Nr.: 6358-48-1, EG-Nr.: 228-775-2, ECHA-InfoCard: 100.026.159, PubChem: 80684, ChemSpider: 20156999, Wikidata: Q132632664.
16. ↑  Externe Identifikatoren von bzw. Datenbank-Links zu Pigment Orange 23:  CAS-Nr.: 1345-09-1, EG-Nr.: 215-717-6, ECHA-InfoCard: 100.014.288, PubChem: 22385430, Wikidata: Q27259570.
17. ↑  Externe Identifikatoren von bzw. Datenbank-Links zu Pigment Orange 24:  CAS-Nr.: 6410-27-1, PubChem: 80855, Wikidata: Q81991458.
18. ↑  Externe Identifikatoren von bzw. Datenbank-Links zu Pigment Orange 25:  CAS-Nr.: 12224-97-4, EG-Nr.: 602-373-0, ECHA-InfoCard: 100.128.599, Wikidata: Q132721530.
19. ↑  Externe Identifikatoren von bzw. Datenbank-Links zu Pigment Orange 31:  CAS-Nr.: 5280-74-0, EG-Nr.: 226-105-3, ECHA-InfoCard: 100.023.733, PubChem: 160780, Wikidata: Q81990987.
20. ↑  Externe Identifikatoren von bzw. Datenbank-Links zu Pigment Orange 34:  CAS-Nr.: 15793-73-4, EG-Nr.: 239-898-6, ECHA-InfoCard: 100.036.256, PubChem: 85908, Wikidata: Q72499547.
21. ↑  Externe Identifikatoren von bzw. Datenbank-Links zu Pigment Orange 36:  CAS-Nr.: 12236-62-3, EG-Nr.: 235-462-4, ECHA-InfoCard: 100.032.227, ChemSpider: 23820, Wikidata: Q27263731.
22. ↑  Externe Identifikatoren von bzw. Datenbank-Links zu Pigment Orange 38:  CAS-Nr.: 12236-64-5, EG-Nr.: 235-464-5, ECHA-InfoCard: 100.032.228, PubChem: 82995, Wikidata: Q81985316.
23. ↑  Externe Identifikatoren von bzw. Datenbank-Links zu Pigment Orange 39:  CAS-Nr.: 15876-57-0, EG-Nr.: 240-010-4, ECHA-InfoCard: 100.036.358, ChemSpider: 73456713, Wikidata: Q132722166.
24. ↑  Externe Identifikatoren von bzw. Datenbank-Links zu Pigment Orange 40:  CAS-Nr.: 128-70-1, EG-Nr.: 204-906-9, ECHA-InfoCard: 100.004.462, PubChem: 31414, ChemSpider: 29144, Wikidata: Q72516189.
25. ↑  Externe Identifikatoren von bzw. Datenbank-Links zu Pigment Orange 44:  CAS-Nr.: 17453-73-5, EG-Nr.: 241-469-3, ECHA-InfoCard: 100.037.684, PubChem: 86570, ChemSpider: 78079, Wikidata: Q82854563.
26. ↑  Externe Identifikatoren von bzw. Datenbank-Links zu Pigment Orange 45:  CAS-Nr.: 59519-55-0, EG-Nr.: 611-845-5, ECHA-InfoCard: 100.118.789, Wikidata: Q132744154.
27. ↑  Externe Identifikatoren von bzw. Datenbank-Links zu Pigment Orange 46:  CAS-Nr.: 63467-26-5, EG-Nr.: 264-233-1, ECHA-InfoCard: 100.058.376, ChemSpider: 20152388, Wikidata: Q27259139.
28. ↑  Externe Identifikatoren von bzw. Datenbank-Links zu Pigment Orange 47:  CAS-Nr.: 71819-73-3, EG-Nr.: 615-528-2, ECHA-InfoCard: 100.112.202, Wikidata: Q132744171.
29. ↑  Externe Identifikatoren von bzw. Datenbank-Links zu Pigment Orange 48:  CAS-Nr.: 71819-74-4, Wikidata: Q132744183.
30. ↑  Externe Identifikatoren von bzw. Datenbank-Links zu Pigment Orange 49:  CAS-Nr.: 71819-75-5, EG-Nr.: 615-529-8, ECHA-InfoCard: 100.112.478, Wikidata: Q132744197.
31. ↑  Externe Identifikatoren von bzw. Datenbank-Links zu Pigment Orange 50:  CAS-Nr.: 76780-89-7, EG-Nr.: 616-383-8, ECHA-InfoCard: 100.110.257, PubChem: 2783591, Wikidata: Q132745281.
32. ↑  Externe Identifikatoren von bzw. Datenbank-Links zu Pigment Orange 51:  CAS-Nr.: 61512-61-6, EG-Nr.: 612-162-5, ECHA-InfoCard: 100.112.001, Wikidata: Q132745300.
33. ↑  Externe Identifikatoren von bzw. Datenbank-Links zu Pigment Orange 52:  CAS-Nr.: 61512-62-7, EG-Nr.: 612-163-0, ECHA-InfoCard: 100.110.922, Wikidata: Q132745330.
34. ↑  Externe Identifikatoren von bzw. Datenbank-Links zu Pigment Orange 56:  CAS-Nr.: 74433-73-1, EG-Nr.: 616-094-7, ECHA-InfoCard: 100.112.765, Wikidata: Q132814623.
35. ↑  Externe Identifikatoren von bzw. Datenbank-Links zu Pigment Orange 60:  CAS-Nr.: 68399-99-5, EG-Nr.: 270-005-2, ECHA-InfoCard: 100.063.622, PubChem: 109335, ChemSpider: 98302, Wikidata: Q82854904.
36. ↑  Externe Identifikatoren von bzw. Datenbank-Links zu Pigment Orange 61:  CAS-Nr.: 40716-47-0, EG-Nr.: 270-005-2, ECHA-InfoCard: 100.063.622, PubChem: 109335, ChemSpider: 98302, Wikidata: Q82854904.
37. ↑  Externe Identifikatoren von bzw. Datenbank-Links zu Pigment Orange 62:  CAS-Nr.: 52846-56-7, EG-Nr.: 258-221-5, ECHA-InfoCard: 100.052.911, PubChem: 103697, ChemSpider: 93622, Wikidata: Q27279053.
38. ↑  Externe Identifikatoren von bzw. Datenbank-Links zu Pigment Orange 63:  CAS-Nr.: 76233-79-9, EG-Nr.: 616-311-5, ECHA-InfoCard: 100.113.511, PubChem: 90475952, ChemSpider: 103880054, Wikidata: Q132815616.
39. ↑  Externe Identifikatoren von bzw. Datenbank-Links zu Pigment Orange 64:  CAS-Nr.: 72102-84-2, EG-Nr.: 276-344-2, ECHA-InfoCard: 100.069.383, PubChem: 166221, ChemSpider: 20130059, Wikidata: Q27288263.
40. ↑  Externe Identifikatoren von bzw. Datenbank-Links zu Pigment Orange 65:  CAS-Nr.: 20437-10-9, EG-Nr.: 243-820-6, ECHA-InfoCard: 100.039.821, PubChem: 88535, ChemSpider: 79883, Wikidata: Q81993187.
41. ↑  Externe Identifikatoren von bzw. Datenbank-Links zu Pigment Orange 66:  CAS-Nr.: 68808-69-5, EG-Nr.: 272-330-5, ECHA-InfoCard: 100.065.735, PubChem: 111613, ChemSpider: 20480323, Wikidata: Q81999526.
42. ↑  Externe Identifikatoren von bzw. Datenbank-Links zu Pigment Orange 67:  CAS-Nr.: 74336-59-7, EG-Nr.: 277-823-9, ECHA-InfoCard: 100.070.727, PubChem: 166442, ChemSpider: 20157908, Wikidata: Q26706174.
43. ↑  Externe Identifikatoren von bzw. Datenbank-Links zu Pigment Orange 68:  CAS-Nr.: 42844-93-9, EG-Nr.: 255-965-2, ECHA-InfoCard: 100.050.860, PubChem: 170690, Wikidata: Q132817146.
44. ↑  Externe Identifikatoren von bzw. Datenbank-Links zu Pigment Orange 69:  CAS-Nr.: 85959-60-0, EG-Nr.: 289-055-1, ECHA-InfoCard: 100.080.930, PubChem: 3021088, Wikidata: Q132817192.
45. ↑  Externe Identifikatoren von bzw. Datenbank-Links zu Pigment Orange 71:  CAS-Nr.: 84632-50-8, PubChem: 135440630, Wikidata: Q132936481.
46. ↑  Externe Identifikatoren von bzw. Datenbank-Links zu Pigment Orange 72:  CAS-Nr.: 384329-80-0, Wikidata: Q132954704.
47. ↑  Externe Identifikatoren von bzw. Datenbank-Links zu Pigment Orange 73:  CAS-Nr.: 84632-59-7, EG-Nr.: 617-601-4, ECHA-InfoCard: 100.111.181, PubChem: 135739860, ChemSpider: 11420727, Wikidata: Q26706177.
48. ↑  Externe Identifikatoren von bzw. Datenbank-Links zu Pigment Orange 74:  CAS-Nr.: 516493-26-8, Wikidata: Q132956556.
49. ↑  Externe Identifikatoren von bzw. Datenbank-Links zu Pigment Orange 77:  CAS-Nr.: 1324-11-4, EG-Nr.: 215-363-2, ECHA-InfoCard: 100.013.967, PubChem: 73989, ChemSpider: 2121280, Wikidata: Q132938346.
50. ↑  Externe Identifikatoren von bzw. Datenbank-Links zu Pigment Orange 79:  CAS-Nr.: 945426-62-0, Wikidata: Q132957704.